# Cercosaura argulus
Cercosaura argulus — вид ящірок родини гімнофтальмових (Gymnophthalmidae). Мешкає в Південній Америці.

## Поширення і екологія
Cercosaura argulus мешкають в Бразилії, Колумбії, Еквадорі, Перу, Болівії, Венесуелі, Гаяні і Французькій Гвіані, можливо, також в Суринамі. Вони живуть в амазонській сельві, у варзейських лісах (тропічних лісах у заплавах Амазонки і її притоків), в андійських лісах юнга і тукумано, в гірських хмарних лісах, трапляються у вторинних лісах, на галявинах і плантаціях. Зустрічаються на висоті від 10 до 2168 м над рівнем моря. Живляться переважно павуками і прямокрилими, а також мурахами, напівтвердокрилими, личинками жуків і клопів. Відкладають яйця. 